# 腺
腺（せん、英: gland、羅: glandula）は、動物の体の器官のうち分泌活動を行う細胞の集まり。

## 概要
一般的には分泌の機能を専ら行う細胞を腺細胞、腺細胞が集合した組織を腺組織といい、このうち腺組織が肉眼で観察可能な大きさになっている器官を腺という。
「腺」という文字は日本で形声で生み出された国字である。その原語はオランダ語のKlierで、『解体新書』では適切な翻訳ができず「機里爾」と音訳され、『重訂解体新書』では分泌機能の器官であることから「濾胞」と訳されていた。そして宇田川榛斎が『医範提綱』（1805年刊）で「腺」の造字を当て、これにより数多くの分泌器官の呼称が簡潔になった。「腺」の字は中国語にも導入されている。
なお、英語のglandは円形の塊の形状をドングリの実（glans）に見立てたことに由来する。

## 人体における腺

### 外分泌腺
- 涙腺・・・涙を分泌。
- 耳下腺・顎下腺・舌下腺・・・唾液腺と総称し、その名のとおり唾液を分泌する。
- 肝臓・・・胆汁を分泌する。ただし、糖・脂質・アミノ酸の代謝など、分泌以外の役割が非常に大きい臓器であり、外分泌器官としての機能は肝臓の機能のごく一部に過ぎない。
- 噴門腺・幽門腺・胃腺・・・胃粘膜に存在。噴門腺および幽門腺は主に粘液を、胃腺は胃液を分泌する。
- 腸陰窩・・・小腸・大腸の粘膜に存在する、腸液を分泌する腺。導管はないが、分泌する先が上皮の外側であるため、外分泌扱い。
- 前立腺・・・男性のみに存在。精液の一部を分泌。
- カウパー腺・・・男性生殖器に存在する外分泌腺。
- スキーン腺・・・女性生殖器に存在する外分泌腺で、男性の前立腺に相当。
- バルトリン腺・・・女性生殖器に存在する外分泌腺。男性のカウパー腺に相当。
- 汗腺・・・汗を分泌する外分泌腺。独立しているエクリン腺と毛孔に接続するアポクリン腺がある。
- 皮脂腺・・・皮脂を分泌する。毛孔に接続している。

### 内分泌腺
- 下垂体・・・前葉では副腎皮質刺激ホルモン、甲状腺刺激ホルモンなどのペプチドホルモンを分泌し、他の内分泌腺および性腺の機能を制御している。成長ホルモンのみは例外的に、標的となる内分泌器官を持たない。後葉には視床下部で産生されたバソプレシン、オキシトシンが下垂体茎を通って運搬され、後葉から血中に分泌される。
- 甲状腺・・・甲状腺ホルモンおよびカルシトニンを分泌し、エネルギー代謝とカルシウム代謝を制御する。
- 上皮小体・・・上皮小体ホルモン（パラトルモン）を分泌し、カルシウム代謝の制御を行う。
- 副腎・・・外側の副腎皮質では副腎皮質ステロイド（コルチゾール、アルドステロンなど）を、内側の副腎髄質ではカテコールアミンであるアドレナリンなどを分泌する。
- 性腺・・・精巣（男性）、卵巣（女性）は、生殖細胞を分泌するのみならず、性ホルモンを内分泌する。

その他、胃粘膜や腸管上皮からも多くのペプチドホルモンが分泌され、血管内皮細胞は一酸化窒素(内皮細胞由来弛緩因子：Endotherium-derived relaxing factor=EDRF)を産生するなど、局所的な内分泌を行う組織は多数存在する。

### 外分泌・内分泌の両方を行う臓器
- 膵臓・・・外分泌器官としては、蛋白分解酵素であるトリプシン（正確にはその前駆体のトリプシノーゲン）をはじめとした多くの消化酵素を含む膵液を分泌する。一方、内分泌器官としては、インスリン、グルカゴンを分泌して糖代謝を制御するほか、ソマトスタチンの分泌も行う。